# 市子と令子
『市子と令子』（いちことれいこ）は、1967年10月3日から同年11月28日、および1968年10月1日から1969年3月25日までフジテレビ系列局で放送されていたフジテレビ製作のテレビドラマである。第1シリーズ・第2シリーズともにモノクロ放送。放送時間は毎週火曜 21:00 - 21:30 （日本標準時）。

## 概要・内容
短期大学を卒業して5年になる秋田市子と山口令子は大の仲良し。2人ともOLをしていたが、2人には海外旅行に行って世界の古城巡りをしたいという夢があった。その旅行資金を稼ぐために転身を思い立ってOLを辞め、市子は徳川家に、令子は織田家にそれぞれお手伝いさんとして働くことにした。
第1シリーズでは、市子と令子それぞれの目から見たそれぞれの家庭でのドラマを描いた。第1シリーズのラストで2人は海外旅行の夢を実現させた。それから10か月後に続編として開始された第2シリーズでは、2人のその後を描いた。2人は今度は小さな店を持ちたいという夢を持ち、市子は日本料理店「竹信」、令子は西洋料理店「キッチン・ボースン」へ修行に行くことになった。

## 第1シリーズ
1967年10月3日から同年11月28日まで放送。全8回。三菱鉛筆の一社提供。

### 出演者
- 秋田市子：梓みちよ
- 山口令子：十朱幸代
- 徳川康雄：佐野周二
- 徳川慶子：馬渕晴子
- 徳川吉雄：吉原誠利
- 織田長子：三宅邦子
- 織田信彦：小坂一也
- 秋田辰郎：児玉清 - 市子の兄。岡山の大学の助教授を務めている。
- 潮万太郎
- 小柳徹
- ほか

### スタッフ
- 原作：芝木好子 - 第2シリーズ原作者の泉尚子の名を記載した資料もある[1]。
- 主な脚本：窪田篤人
- 主な演出：太地恒夫

## 第2シリーズ
1968年10月1日から1969年3月25日まで放送。本シリーズは複数社提供で放送されていた。

### 出演者
- 秋田市子：梓みちよ
- 山口令子：十朱幸代
- 山本信太郎：松村達雄
- 山本信夫：高橋長英
- 山本勘子：馬渕晴子 - 女中頭。信太郎の妻。
- 峯京子
- 殿山泰司
- 虎男：河原崎建三
- 花子：佐々木梨里
- チカ子：小山いく子
- マダム・波子：日高澄子
- 上杉健作：多々良純 - 「キッチン・ボースン」のマスター。
- 光江：千之赫子 - おでん屋の女将。
- ほか

### スタッフ
- 原作：泉尚子
- 脚本：窪田篤人、石田守良、安倍徹郎 ほか
- 演出：太地恒夫、岩本武治、福田博司 ほか

### 放送リスト
| 話数 | 放送日        | サブタイトル            | 脚本     | 演出     | ゲスト                       |
| ---- | ------------- | ----------------------- | -------- | -------- | ---------------------------- |
| 1    | 1968年10月1日 | （サブタイトル無し）    | 窪田篤人 | 太地恒夫 |                              |
| 2    | 10月8日       | （サブタイトル無し）    | 窪田篤人 | 太地恒夫 |                              |
| 3    | 10月15日      | （サブタイトル無し）    | 窪田篤人 | 太地恒夫 |                              |
| 4    | 10月22日      | （サブタイトル無し）    | 窪田篤人 | 太地恒夫 |                              |
| 5    | 10月29日      | （サブタイトル無し）    | 窪田篤人 | 太地恒夫 |                              |
| 6    | 11月5日       | （サブタイトル無し）    | 窪田篤人 | 太地恒夫 |                              |
| 7    | 11月12日      | 誤解とぬれぎぬ          | 窪田篤人 | 太地恒夫 |                              |
| 8    | 11月19日      | ショック療法            | 窪田篤人 | 太地恒夫 |                              |
| 9    | 11月26日      | 知らなすぎたのネ!       | 窪田篤人 | 太地恒夫 | 三波伸介                     |
| 10   | 12月3日       | 笑うなんてヒドイ        | 石田守良 | 岩本武治 | 島田多恵子                   |
| 11   | 12月10日      | 飛び出せ二人!           | 石田守良 | 福田博司 |                              |
| 12   | 12月17日      | あァ、びっくらこいた!   |          |          |                              |
| 13   | 12月24日      | かけた情に縛られて      |          |          | 柳生博                       |
| 14   | 12月31日      | 知らぬが仏              |          |          |                              |
| 15   | 1969年1月7日  | スープのおダシは        |          |          |                              |
| 16   | 1月14日       | 小父さまはドン・ファン? | 安倍徹郎 |          | 山村聰                       |
| 17   | 1月21日       | 云ってよかった!         |          |          |                              |
| 18   | 1月28日       | 電言板サービス? 誕生    |          |          | ジェリー藤尾                 |
| 19   | 2月4日        | ガールズ・ビー…?        |          |          | 春子：岸本教子、冬子：夏圭子 |
| 20   | 2月11日       | 女心と一万円            |          |          |                              |
| 21   | 2月18日       | 暖かすぎたセーター      |          |          |                              |
| 22   | 2月25日       | おでん×スパゲティ＝恋?  |          |          |                              |
| 23   | 3月4日        | コップの水は情熱の…     |          |          |                              |
| 24   | 3月11日       | 三十七年目の恋          |          |          |                              |
| 25   | 3月18日       | ああ春や春              |          |          |                              |
| 26   | 3月25日       | 二人の夢が…             |          |          |                              |